# Henry Lohmann
Henry Lohman Nielsen (14. februar 1924 i Blommenslyst ved Odense − 4. oktober 1967 i København) var en dansk skuespiller.
Lohman læste hos Kai Lind, blev elev på Odense Teater i 1948 og blev uddannet skuespiller fra Det Kongelige Teaters Elevskole. Han var 1953–1966 tilknyttet teatret og havde sideløbende mange roller i film og tv, ligesom han blev kendt for sine H.C. Andersen-oplæsninger.
Lohman er begravet på Vor Frelsers Kirkegård i København.

## Filmografi
- Karen, Maren og Mette (1954)
- Kongeligt besøg (1954)
- Den kloge mand (1956)
- Kispus (1956)
- Sønnen fra Amerika (1957)
- Helle for Helene (1959)
- Poeten og Lillemor (1959)
- Forelsket i København (1960)
- Tro, håb og trolddom (1960)
- Ullabella (1961)
- Cirkus Buster (1961)
- Komtessen (1961)
- Den hvide hingst (1961)
- Sorte Shara (1961)
- Tine (1964)
- Næsbygaards arving (1965)
- Soyas tagsten (1966)
- Naboerne (1966)
- Brødrene på Uglegården (1967)
- Fup eller fakta (1967)